# Серо Ларго (департамент)
Сѐро Ла̀рго (на испански: Cerro Largo) е един от 19-те департамента на южноамериканската държава Уругвай. Намира се в източноцентралната част на страната. Общата му площ е 13 648 км², а населението е 86 564 жители (2004 г.) Столицата му е град Мело.
На преброяването от 2011, Серо Ларго е с население от 84 698 (41 050 мъже и 43 648 жени) и 35 841 Домакинства.
- Прираст на населението: 0,571%
- Раждаемост: 15.95 раждания / 1000 души
- Смъртта Оценка: 8.64 смъртни случаи / 1000 души
- Средна възраст: 32.1 (31.0 за мъже, 33.0 за жени)
- Средният доход на домакинство: 18 880 песос на месец